# Mononoke (anime)
Mononoke (モノノ怪 lit. Espíritu vengador?) es una serie de anime producida por Toei Animation. Es un spin-off de la serie de 2006, Ayakashi: Japanese Classic Horror, la cual que consta de doce episodios también producidos por Toei Animation. Mononoke sigue al personaje de un misterioso boticario mientras le hace frente a un sinfín de peligros sobrenaturales. La serie tiene lugar durante el período Edo de Japón con el sistema de castas; los samurái son la clase más alta y los comerciantes (como el boticario mismo) son la más baja. Solo a los samurái se les permite llevar espadas, razón por la cual resulta un shock para muchos de los personajes que el boticario porte una.
El anime ha generado adaptaciones de manga, dos obras de teatro y una trilogía de películas de anime, cuya primera película se estrenará en 2024 y la segunda en 2025.

## Argumento
Ambientada en una época histórica indefinida y amplia, Mononoke cuenta cinco de los casos de un peculiar boticario que debe investigar y resolver los sucesos relacionados con unas criaturas sobrenaturales que dejan a su paso un sendero de muerte. El boticario tendrá que descubrir su Forma, Verdad y Razón interrogando a los implicados, y una vez averiguado, destruir a los mononoke.

## Personajes
El Boticario (薬売り Kusuri Uri?)
Voz por: Takahiro Sakurai
Protagonista de la serie y de la historia Bakeneko que apareciera en la serie Ayakashi: Japanese Classic Horror. En apariencia es un joven apuesto, de cabello rubio largo y vestido con un kimono azul corto, pantalones negros bajo la rodilla y getas (sandalias de madera). Su rostro y ropa están pintados con los mismos símbolos mágicos que se encuentran en los sellos que usa para contener mononokes, la mayoría de ellos con forma de ojos. En su espalda porta una cajonera de madera en la que guarda medicinas, otras sustancias, sus balanzas y la espada.
Jamás se ha dicho nada sobre su origen o motivaciones para cazar mononokes; a toda pregunta que se le ha hecho sobre su vida este solo responde con incoherencias o vaguedades. Sin embargo, es posible notar que no es humano, puesto que si bien las historias están ambientadas por lo regular en el período Edo, la última sucede en la década de 1920, donde el Boticario se muestra con el mismo aspecto juvenil que en el pasado. También cabe denotar que en el arco de Umibozu se enfrenta a un mononoke llamado Umizatou, quien lo hace experimentar su peor temor: que en el mundo no existiera el Katashi (forma), Makoto (motivo) y Kotowari (verdad), es decir, los conceptos que permiten a un espíritu manifestarse y adquirir un cuerpo. En su alucinación, el Boticario veía desaparecer su cuerpo, lo que sugiere que sea un mononoke o ayakashi; finalmente se observa que siempre intenta evitar tocar sus balanzas, las cuales tienen el poder de detectar seres sobrenaturales.
Posee dos cuerpos diferentes, su segunda apariencia solo se revela cuando libera la espada demoníaca; al hacerlo ambos cuerpos aparecen al mismo tiempo traspasando los símbolos desde su cuerpo normal a su nuevo cuerpo como ojos dorados tatuados en toda su oscura piel que le permiten ver en todas direcciones, vestido de ropa amarilla, ojos negros con pupilas doradas y cabello blanco; bajo esta apariencia gana una tremenda agilidad y la capacidad de controlar y manifestar sus sellos sin necesidad de tocarlos o darles indicaciones con sus manos.
Aunque posee un poder espiritual enorme, rara vez lo utiliza abiertamente a menos que sea necesario; los conocimientos que muestra además en las costumbres de los diferentes lugares que visita, el manejo de medicinas y químicos, más su habilidad para pelear, su agudo ingenio y capacidad de deducción lo convierten en un cazador poderoso y eficiente quien rara vez pierde la calma y el control de una situación, aunque esta ponga en riesgo su vida.
La Espada
La espada demoníaca que porta el Boticario, un arma que en apariencia es una pequeña daga de hoja corta con una cabeza de yōkai tallada en el extremo de su empuñadura. Jamás se ha visto si posee una cuchilla de metal dentro de la vaina, ya que solo se desenvaina cuando regresa a su forma real.
Su función es la de destruir a los Mononoke usando su poder combinado con el del Boticario, pero para ello exige como condición que sea revelado a su usuario el Katashi, es decir la forma o aspecto que ha asumido el espíritu, el Makoto o Motivo que lo impulsa a actuar así y finalmente el Kotowari o Verdad que esconde tras sus actos. Cada vez que uno de ellos es revelado la cabeza en su empuñadura hace un gesto de aprobación, cuando se han revelado las tres, grita la palabra ¡Desenvaine! y permite a su amo liberarla, tras esto por un instante el Boticario existe en dos cuerpos simultáneamente, su cuerpo normal y su cuerpo astral, como asesino de monstruos, después de traspasar las marcas y símbolos a su nuevo cuerpo la hoja de la espada se revela como una cuchilla de energía de varios metros de largo y un flexibilidad que obedece a los deseos de su amo, una vez que toca el cuerpo de un mononoke este recibirá con suerte graves heridas y en caso de ataques certeros una inevitable muerte. Se podría inferir incluso, que la espada de Kusuriuri es en realidad, él mismo, quien se libera para sellar o destruir a un mononoke.

## Historias
Arco del Zashiki-warashi (Episodios 1 y 2)
Cuando el Boticario entra a una posada buscando una habitación, ve llegar a una mujer embarazada de cabello rubio, quien muy aterrada suplica la dejen quedarse, ya que es perseguida por un asesino. La dueña y el encargado, si bien se niegan en un principio, aceptan tras escucharla suplicar, por lo que la alojan en la habitación más alta que estaba clausurada hasta su llegada. Tras instalarse, la joven comienza a oír voces de niños por todas partes a la vez que unos infantes muy extraños le hacen compañía. Esa noche el asesino que la persigue llega a su cuarto e intenta asesinarla; alertados por el ruido la dueña y el encargado entran a la habitación encontrando con que algo muy poderoso ha matado al asesino. El Boticario coloca sellos en las paredes y les advierte que no intenten salir ya que han sido sitiados por mononokes con forma de niños. Para destruirlos, revela que debe usar su espada, pero para obtener el Katashi, el Makoto, Kotowari es necesario conocer no solo la historia de la joven y su hijo no nacido, sino también de la posada y sus habitantes.
Arco del Umibōzu (Episodios 3 al 5)
Kayo, una de los dos sobrevivientes del ataque del Bakeneko a la casa Sakai se encuentra en un viaje por mar para llegar a una región donde planea rehacer su vida, junto con ella viaja el ambicioso dueño del barco, un samurái sin señor, un arrogante exorcista, un monje con su discípulo y sorpresivamente descubren que también está el Boticario. Mientras viajan, alguien sabotea la brújula del barco y lo envía hacia una zona del mar que es famosa por estar llena de poderosos mononokes. Una vez allí, antes de poder comprender el Katashi, Makoto, Kotowari de lo que en apariencia es un Umibozu, necesitan saber y comprender quién de ellos fue el responsable del desvío y el motivo que lo llevó a hacerlo, todo esto implica un enorme desafío, especialmente si se está rodeado de cientos de mononokes que los atacan tanto física como mentalmente.
Arco del Noppera-bō (Episodios 6 y 7)
Una mujer es encerrada en prisión en espera del castigo por asesinar a su esposo y a su familia política. En su celda se encuentra con el Boticario, quien coincidentemente fue apresado poco antes que ella; este intenta comprender el motivo que la llevó a matar a su familia, pero su conversación es interrumpida cuando un mononoke enmascarado y con forma humana ataca al Boticario y escapa con la mujer, esta entidad parece interesado en protegerla y velar por su seguridad, por lo que le propone que se unan en matrimonio para así encargarse de ella.
Arco del Nue (Episodios 8 y 9)
En una región rural, un trío de aspirantes a la mano de la heredera de una disciplina conocida como El Camino del Incienso se reúnen en su mansión para participar en un juego que demostrará su destreza en esta disciplina y designará a su prometido. Aunque debían ser cuatro pretendientes, uno se ausenta, por lo que la dama y los tres hombres deciden que el Boticario, quien ofrecía sus productos en la mansión, ocupe el cuarto puesto. Tras la primera etapa del juego, los participantes se toman un descanso y al volver encuentran los cadáveres de la dama y el cuarto aspirante. Los tres hombres reconocen que deseaban casarse ya que esa familia esconde un valioso tesoro nacional, por ello convencen al Boticario que arbitre una competencia entre los tres para fingir que el ganador logró casarse con la dama y así obtenga el tesoro. El Boticario acepta, pero su interés está enfocado en revelar la presencia de un mononoke de forma cambiante que parece rondar la mansión.
Arco del Bakeneko (Episodios 10 al 12)
Ya en la segunda década del siglo XX, el Boticario aún viaja por Japón cazando mononokes. En Tokio, durante la inauguración de la línea del tren, él y un grupo de pasajeros son encerrados en un vagón por un mononoke que el Boticario identifica como un bakeneko muy similar a aquel que hace siglos combatiera en la mansión Sakai. Los pasajeros (una dueña de casa, el alcalde, el comisario, una camarera, el editor del periódico, el conductor del tren y un niño) parecen ser el blanco de la venganza del bakeneko, quien parece relacionarse con la muerte de una reportera que, aparentemente, fue arrollada por ese tren tras lanzarse de un puente. Poco a poco los pasajeros sufren molestias y extraños síntomas que los hacen desaparecer, por ello, el Boticario debe apresurarse a descubrir la verdad antes que no hayan testigos de quien obtenerla.

## Media

### Anime
La serie fue dirigida por Kenji Nakamura, escrita por Chiaki Konaka, Ikuko Takahashi, Michiko Yokote y Manabu Ishikawa. Takashi Hashimoto fue el diseñador de personajes y director de animación, con Takashi Kurahashi como director de arte y con música compuesta por Yasuharu Takanashi. Fue transmitida en el bloque Noitamina de Fuji Television entre julio de 2007 y septiembre de 2007, con una duración de 12 episodios. Siren Visual licenció la serie en 2013 para su distribución en Australasia.

### Manga
Una adaptación a manga con historia original perteneciente al arco de Bakeneko, fue publicada en la revista Young Gangan entre el 17 de agosto de 2007 y el 1 de agosto de 2008. Los capítulos individuales fueron recolectados y lanzados en dos volúmenes tankōbon por Square Enix el 25 de enero de 2008 y el 25 de septiembre de 2008. Una segunda serie de manga comenzó a ser publicada el 25 de septiembre de 2013 por Tokuma Shoten en su revista Monthly Comic Zenon. El último capítulo del manga fue serializado en Monthly Comic Zenon el 25 de noviembre de 2014. La serie fue lanzada en dos volúmenes tankōbon el 19 de julio de 2014 y el 20 de diciembre de 2014, respectivamente.

### Películas
En el evento del 15.º aniversario celebrado el 18 de junio de 2022, se anunció una película de anime de Twin Engine. Kenji Nakamura volvió a dirigir la película. Originalmente, estaba previsto su estreno en 2023; sin embargo, en febrero de 2023, se anunció que la película se retrasaría hasta más allá de 2023. Además, Takahiro Sakurai, que originalmente iba a volver a interpretar el papel del vendedor de medicinas, fue eliminado del reparto de la película. La película, titulada Mononoke the Movie: Phantom in the Rain, se estrenó el 26 de julio de 2024, con Hiroshi Kamiya interpretando el papel del vendedor de medicinas. La película se proyectó en el 28.º Festival Internacional de Cine Fantasia el 20 de julio de 2024. Según Kamiya, se está produciendo una secuela; mientras que la primera película se centró en los karakasa, la segunda se centrará en los hinezumi. En julio de 2024, se anunció que el proyecto cinematográfico Mononoke tendrá tres películas. La segunda película, titulada Mononoke Second Chapter: Hinezumi, se estrenará el 14 de marzo de 2025.